# Daorson
Le site de Daorson se trouve en Bosnie-Herzégovine, sur le territoire du village d'Ošanjići et dans la municipalité de Stolac. Correspondant à l'ancienne capitale des Daorses (Daorsi), une tribu illyrienne hellénisée, il est occupé depuis l'âge du bronze, il est inscrit sur la liste des monuments nationaux de Bosnie-Herzégovine et fait partie de l'ensemble naturel et architectural de Stolac, proposé par le pays pour une inscription au patrimoine mondial de l'UNESCO.

## Description

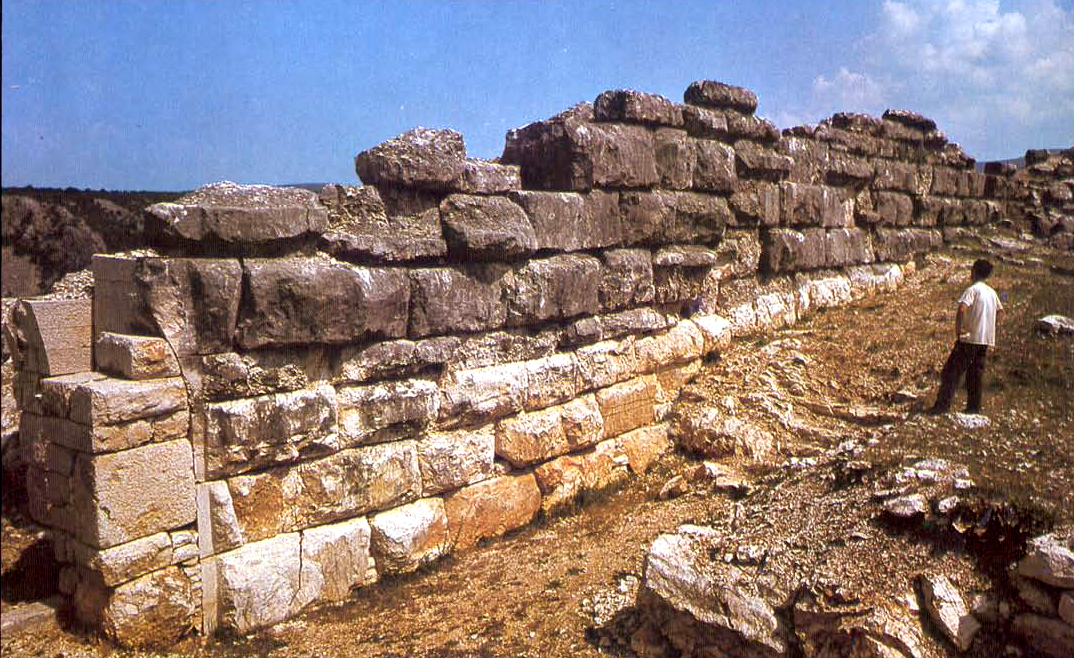
Vue des murs de la citadelle